# Ina Boesch
Ina Boesch (* 1955 in Zürich) ist eine Schweizer Kulturwissenschaftlerin und Publizistin.

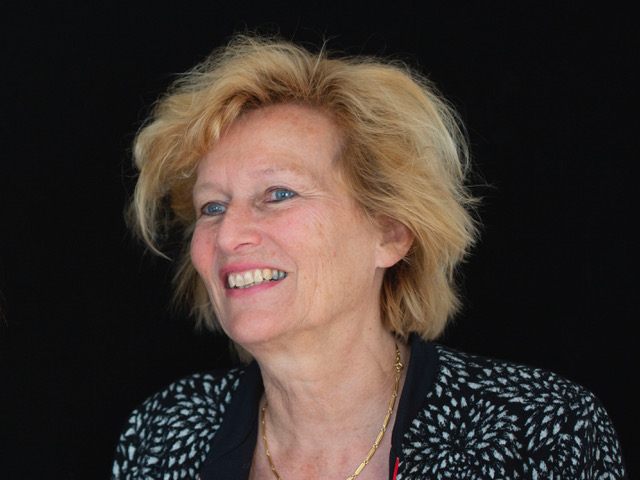
Ina Boesch (2019)

## Leben
Ina Boesch studierte Ethnologie, Sozial- und Wirtschaftsgeschichte und Publizistik an der Universität Zürich. Sie promovierte dort mit einer Biografie über Margarethe Hardegger. Sie arbeitete über drei Jahrzehnte als Journalistin, Redaktorin und Autorin beim Kulturkanal des Schweizer Radios (DRS 2 resp. SRF 2 Kultur). Sie war Lehrbeauftragte an der Universität Zürich und an der Zürcher Hochschule der Künste. Sie ist Kuratorin der Kulturplattform hexperimente im Hochtal Avers, Graubünden. Sie recherchiert zur europäischen Kulturgeschichte, macht dazu Ausstellungen und schreibt Sachbücher.

## Schriften (Auswahl)

### Autorschaft
- Gegenleben. Margarethe Hardegger und ihre politischen Bühnen. Chronos Verlag, Zürich 2003. ISBN 978-3-0340-0639-2.
- Grenzfälle. Von Flucht und Hilfe. Fünf Geschichten aus Europa. Limmat Verlag, Zürich 2008, ISBN 978-3-85791-564-2.
- Codetta. Mit Zeichnungen von Mette Stausland. Schwabe Verlag, Basel 2013, ISBN 978-3-7965-3233-7.
- Die Dada. Wie Frauen Dada prägten. Verlag Scheidegger & Spiess, Zürich 2015, ISBN 978-3-85881-453-1.
- Weltwärts. Die globalen Spuren der Zürcher Kaufleute Kitt. Verlag HIER UND JETZT, Zürich 2021, ISBN 978-3-03919-528-2.
- Schauplatz Avers. Geschichten einer Landschaft. Verlag HIER UND JETZT, Zürich 2023, ISBN 978-3-03919-595-4.

## Werkbeiträge und Auszeichnungen
- 2018: Recherchestipendium Pro Helvetia
- 2014: Recherchebeitrag Stiftung für Frauenarbeit
- 2006–2007: Atelierstipendium der Zuger Kulturstiftung Landis & Gyr
- 1997–2000: Stipendium Schweizerischer Nationalfonds
- 1995: Zurlaubenpreis der Zuger Kulturstiftung Landis & Gyr an die Literaturredaktion DRS2
- 1992: Ehrengabe des Kantons Zürich an die Literaturredaktion von Schweizer Radio DRS2